# Hastella
Hastella is een geslacht van rechtvleugeligen uit de familie Morabidae. De wetenschappelijke naam van dit geslacht is voor het eerst geldig gepubliceerd in 1976 door Key.

## Soorten
Het geslacht Hastella omvat de volgende soorten:
- Hastella calabyi Key, 1981
- Hastella govensis Key, 1981
- Hastella koongarra Key, 1981
- Hastella longirostris Sjöstedt, 1934
- Hastella obtusipinnis Key, 1976
- Hastella spinipinnis Key, 1981